# Капустинцы (Тернопольский район)
Капустинцы (укр. Капустинці) — село в Збаражской городской общине Тернопольского района Тернопольской области Украины.
Код КОАТУУ — 6122483901. Население по переписи 2001 года составляло 204 человека.
До 2020 года входило в Збаражский район.

## Географическое положение
Село Капустинцы находится на правом берегу реки Гнезна Гнилая,
выше по течению на расстоянии в 1,5 км расположено село Зарудечко,
ниже по течению примыкает село Красносельцы,
на противоположном берегу — село Мусоровцы.
Рядом проходит железная дорога, станция Красносельцы в 1-м км.

## История
- 1830 год — дата основания.

## Объекты социальной сферы
- Школа I—II ст.
- Клуб.
- Фельдшерско-акушерский пункт.

## Достопримечательности
- Братская могила советских воинов.